# Matías Leonel Quiroga
Matías Leonel Quiroga (Capitán Bermúdez, Santa Fe, Argentina, 25 de enero de 1986) es un exfutbolista argentino. Jugaba de mediocampista.

## Trayectoria
Debutó en 2006 jugando para Talleres (Córdoba), al que llegó a fines de 2003 luego de jugar en las divisiones inferiores de Argentino de Rosario y Newell's Old Boys. El 23 de octubre de 2006 ante Huracán en el Estadio Córdoba (Talleres perdió 2 a 1) jugó su primer partido en Primera División, desempeñándose como lateral izquierdo. Con el paso del tiempo fue ganando su titularidad jugando en el mediocampo por el sector izquierdo. En julio de 2009 fue transferido a Newell's Old Boys para disputar el Apertura 2009. En la actualidad, a pesar de que fue presentado como uno de los refuerzos de Colo-Colo de Chile para la temporada 2010, haciendo su presentación oficial en la "Noche Alba", su pase pertenece a Talleres de Córdoba. Debuta por la camiseta alba frente a Ñublense por la Quinta Fecha del torneo de apertura de Chile, haciendo un gol por Colo-Colo, parcial 1 a 1 (el resultado final fue empate 2 a 2). A inicios de 2011, es contratado por el club de la Argentina, Club Atlético Huracán.

## Clubes
| Club               | País      | Año       |
| ------------------ | --------- | --------- |
| Talleres           | Argentina | 2006-2009 |
| Newell's           | Argentina | 2009      |
| Colo-Colo          | Chile     | 2010      |
| Huracán            | Argentina | 2011      |
| Defensa y Justicia | Argentina | 2012-2013 |
| Sportivo Belgrano  | Argentina | 2013-2014 |
| Atlanta            | Argentina | 2015      |
| Almirante Brown    | Argentina | 2016      |
| Concepción FC      | Argentina | 2016      |
| Sarmiento          | Argentina | 2017-2019 |